# Departament d'Alto Paraná
El departament d'Alto Paraná és una subdivisió administrativa del sud-est del Paraguai. La seva capital és la ciutat de Ciudad del Este.
Segons dades del 2002, té una població de 732.032 habitants.